# Terra di confine - Open Range
Terra di confine - Open Range (Open Range) è un film del 2003 diretto da Kevin Costner.
Il film, secondo western diretto da Costner, è un adattamento del romanzo di Lauran Paine The Open Range Men del 1990. Lo stesso autore scrisse una prima sceneggiatura nel 1999, ma morì due anni dopo senza vedere la trasposizione della sua opera sul grande schermo.

## Trama
Montana, 1882. Boss, Charley, Mose e Button sono quattro mandriani nomadi che conducono il bestiame per le praterie americane. La loro vita è basata su un antico codice di amicizia e onore.
Mose deve andare in città a rifornirsi, dopo che sono rimasti bloccati dal brutto tempo. Tardando a ritornare, Boss e Charley lo raggiungono, scoprendo che si trova in prigione dove è giunto in pessime condizioni a seguito di una rissa. Baxter, un allevatore residente e despota locale, aiutato dallo sceriffo corrotto al suo servizio, minaccia i tre qualora non abbandonino la zona. Boss decide di lottare, ma intanto affida Mose alle cure del medico Barlow, che è assistito dalla sorella Sue. Tornati nel campo dove la mandria era stata affidata al giovane Button, i quattro organizzano un'offensiva per vendicare l'aggressione a Mose e le minacce. Boss e Charley raggiungono nottetempo l'accampamento degli uomini di Baxter responsabili delle azioni violente nei loro confronti, li umiliano, li disarmano e fanno fuggire i loro cavalli. Ignorano però che nel frattempo un'altra parte della banda si era diretta contro il loro accampamento e quando vi fanno ritorno, trovano Mose ucciso e Button gravemente ferito.
Boss e Charley tornano quindi nuovamente in città per affidare Button alle cure del medico e preparare un'offensiva definitiva. Il medico però è accorso a curare gli uomini di Baxter, feriti in conseguenza degli ultimi scontri. Così è la sorella Sue ad occuparsi di Button, fraternizzando con i mandriani verso uno dei quali, Charley, nasce un sentimento immediatamente ricambiato.
Dopo un crescendo di tensioni, Boss e Charley tornano in città, dando vita ad una gigantesca resa dei conti contro Baxter e i suoi scagnozzi, dalla quale infine escono feriti ma vittoriosi. Il successo sarà ottenuto grazie all'abilità di Charley, che ha un passato da pistolero, ma anche alla ribellione finale della popolazione, ormai stufa dell'oppressione operata da Baxter e i suoi accoliti.
Charley, dichiaratosi a Sue, deve partire per seguire la mandria, ma le promette di ritornare. Infatti lascerà l'attività di cowboy e tornerà in città con i suoi amici, dato che Boss ha deciso di acquistare e gestire il locale saloon, rimasto senza proprietario dopo la sanguinosa sparatoria.

## Produzione
Le riprese sono state effettuate tra il giugno e il settembre 2002 nella Stoney Indian Reserve, nell'Alberta, Canada.

Uno degli interpreti, Michael Jeter, è morto poco dopo la fine delle riprese. Kevin Costner ha dedicato il film alla sua memoria e a quella dei propri genitori.

Il budget del film è stato di 22 milioni di dollari.

## Distribuzione
Il film è uscito in anteprima negli Usa l'11 agosto 2003 e poi nei cinema dal 15 agosto. In Italia il film è uscito il 5 marzo 2004.

## Accoglienza
Il film ha incassato 68 milioni di dollari, di cui 58 in Nordamerica..